# Geographical Review
Geographical Review je znanstveni časopis Američkog geografskog društva. Trenutačno izlazi četiri puta godišnje (u siječnju, travnju, srpnju i listopadu), a prvi broj tiskan je 1916.